# Selenocephalus plana
Selenocephalus plana är en insektsart som beskrevs av Turton 1802. Selenocephalus plana ingår i släktet Selenocephalus och familjen dvärgstritar. Inga underarter finns listade i Catalogue of Life.